# Lorenzo Fernández (político)
Lorenzo Fernández (Caracas, Venezuela, 8 de enero de 1918-Caracas, Venezuela 4 de octubre de 1982) fue un político y abogado venezolano, se desempeñó como Ministro de Fomento entre 1969 y 1972 y fue miembro activo del partido socialcristiano Copei, llegando a ser candidato presidencial resultando perdedor ante su contrincante Carlos Andrés Pérez, también fue elegido como Miembro de la Constituyente de 1946 y diputado por el distrito federal en 1947, fue opositor a la dictadura de Marcos Pérez Jiménez.

## Primeros años
Se graduó en el Colegio La Salle y sobresalió entre sus hermanos y compañeros, desde joven defendió la existencia de colegios privados, fue criado con disciplina, comenzó estudios de derecho en la Universidad Central de Venezuela, fue allí, donde conoció a Rafael Caldera, cuando ambos estudiaban en la universidad hacia 1938, allí comenzaron los primeros movimientos políticos, y ese mismo año, se convierte en fundador de Acción Electoral, un partido que no fue registrado después del intento de Caldera. En la Universidad fue estudiante sobresaliente, ayudante de Cátedra y Delegado estudiantil. En la UNE fue miembro del triunvirato, del núcleo directivo nacional. Fue asiduo colaborador del semanario. Participó en los diversos intentos de organización política que precedieron a Copei (Acción Electoral, Movimiento de Acción Nacionalista, Acción Nacional). Militando en Acción Electoral fue elegido popularmente concejal por la parroquia La Vega.

## Carrera política

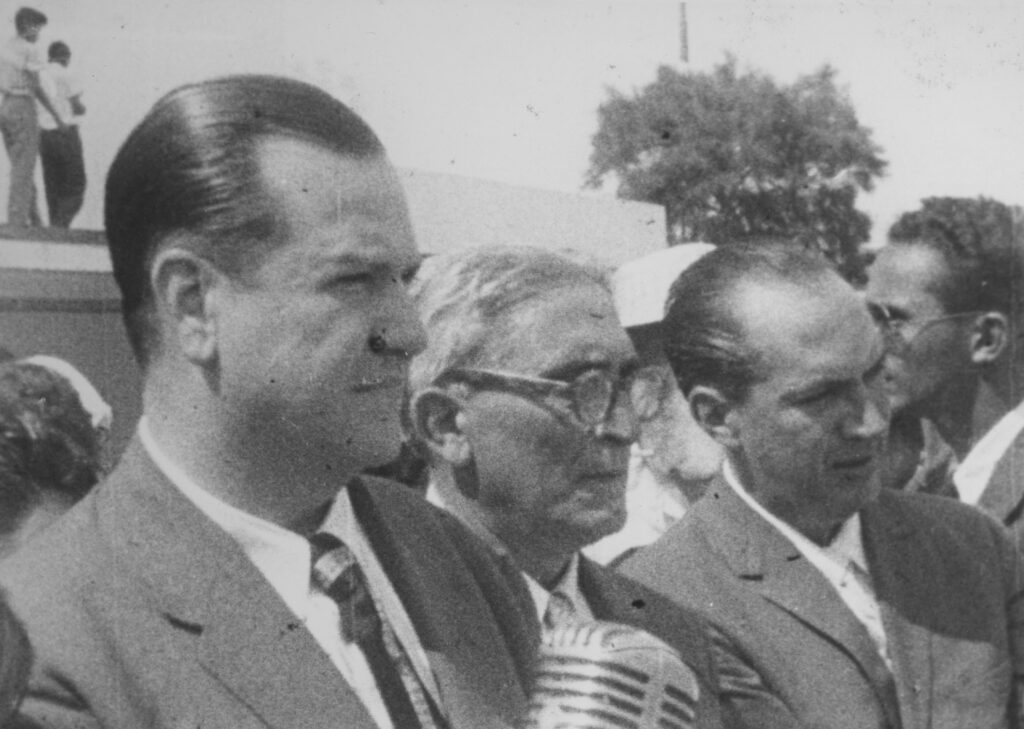
Rafael Caldera, Lorenzo Fernández y Pedro del Corral.

En 1946, junto con compañeros de la UCV, Rafael Caldera (principal impulsor) y otros políticos y civiles, fundan el Partido Copei, con motivo de la Asamblea Nacional Constituyente del mismo año. En las elecciones directas de 1946, por voto universal, salió representante por el Distrito Federal a la Asamblea Nacional Constituyente y en 1947 repitió como diputado al Congreso. Fundó varias seccionales regionales. Él fue, por cierto, el encargado de dar los pasos necesarios con las bases de Unión Federal Republicana en Mérida para que aquel grupo regional se convirtiera definitivamente en Copei.

### Labor en el gobierno
Tras los movimientos contra el gobierno de Pérez Jiménez, fue encarcelado, impidiéndole seguir en la dirigencia política, finalmente el 23 de enero de 1958 fue liberado por orden del militar Hugo Trejo. Al constituirse el gobierno de coalición, el presidente Betancourt se dirigió a Caldera comentándole: «Deseo que vaya Lorenzo al gabinete. Sé que no será incondicional, pero su opinión y su labor tendrán gran utilidad para el Gobierno». 
Además fue redactor y firmante del pacto de Puntofijo. Como ministro de Fomento (1959-1962) fue el promotor de la industrialización. Como ministro de Relaciones Interiores (1969-1972) en el gobierno de Rafael Caldera. En 1973 fue candidato presidencial por el partido Copei, obteniendo 1,605,628 votos representando un 36% resultando derrotado ante su contrincante Carlos Andrés Pérez.